# Aegomorphus excellens
Aegomorphus excellens es una especie de escarabajo longicornio del género Aegomorphus,  subfamilia Lamiinae. Fue descrita científicamente por Zajciw en 1964.
Se distribuye por América del Sur, en Colombia. Mide 20 milímetros de longitud.